# G. & S. Merz

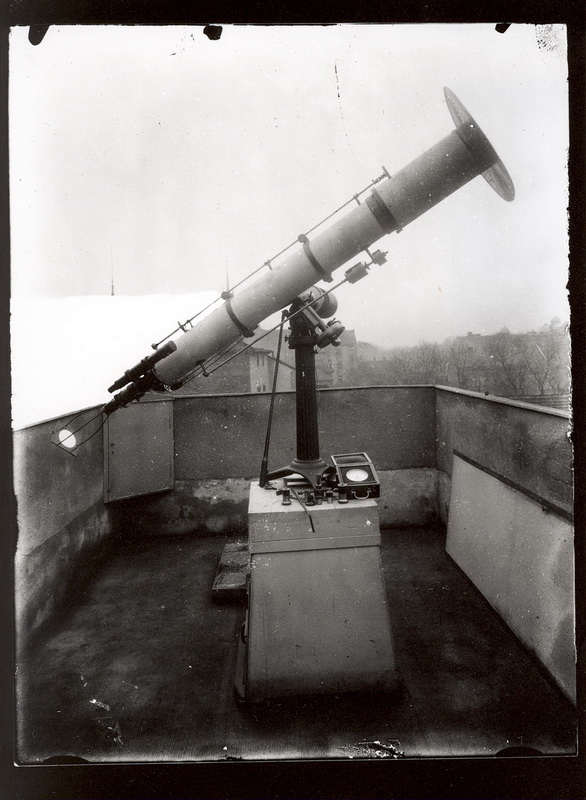
Refraktor Merz 160/1790, výroba G. & S. Merz, Mnichov. Lidová hvězdárna barona Krause v Pardubicích, mezi lety 1912-1930. V současné době se dalekohled nachází na hvězdárně v Úpici.

G. & S. Merz (Georg und Sigismund Merz) byla německá optická firma se sídlem v Mnichově. Vyráběla dalekohledy, astronomické dalekohledy, mikroskopy a další optické přístroje. Jednalo se o jednoho z nejrenomovanějších výrobců těchto přístrojů v druhé polovině 19. století.

## Dějiny
Jeho zakladatel Georg Merz (1793–1867) se spojil s Josephem Mahlerem, který předtím v roce 1839 převzal společnost Utzschneider & Fraunhofer. Po smrti Josepha Mahlera pokračoval Georg Merz ve výrobě optických přístrojů se svými syny Ludwigem (1817–58) a Sigmundem (1824–1908).
Přístroje nesly postupně tato označení výrobce:
- 1845–1860 "G. Merz & Söhne in München".
- 1860–1867 "G. & S. Merz in München"; (po smrti syna Ludwiga Merze v roce 1858)
- 1867–1908(?) "G. &. S. Merz (vormals Utzschneider & Fraunhofer) in München", přičemž v roce 1882 přešla firma do vlastnictví Jakoba and Matthiase Merze, bratranců Sigmundových.[1]

Firma zanikla v roce 1932.

## Refraktor Merz v České republice
Refraktor Merz 160/1790, který byl původně zakoupen v roce 1912 Arturem Krausem pro lidovou hvězdárnu v Pardubicích, se dnes nachází v hvězdárně v Úpici.

## Refraktor Merz v Quitu
V astronomickém muzeu Astronomické observatoře v Quitu se nachází 24 cm (9.4 inch) refraktor Merz z roku 1875 na paralaktické montáži.

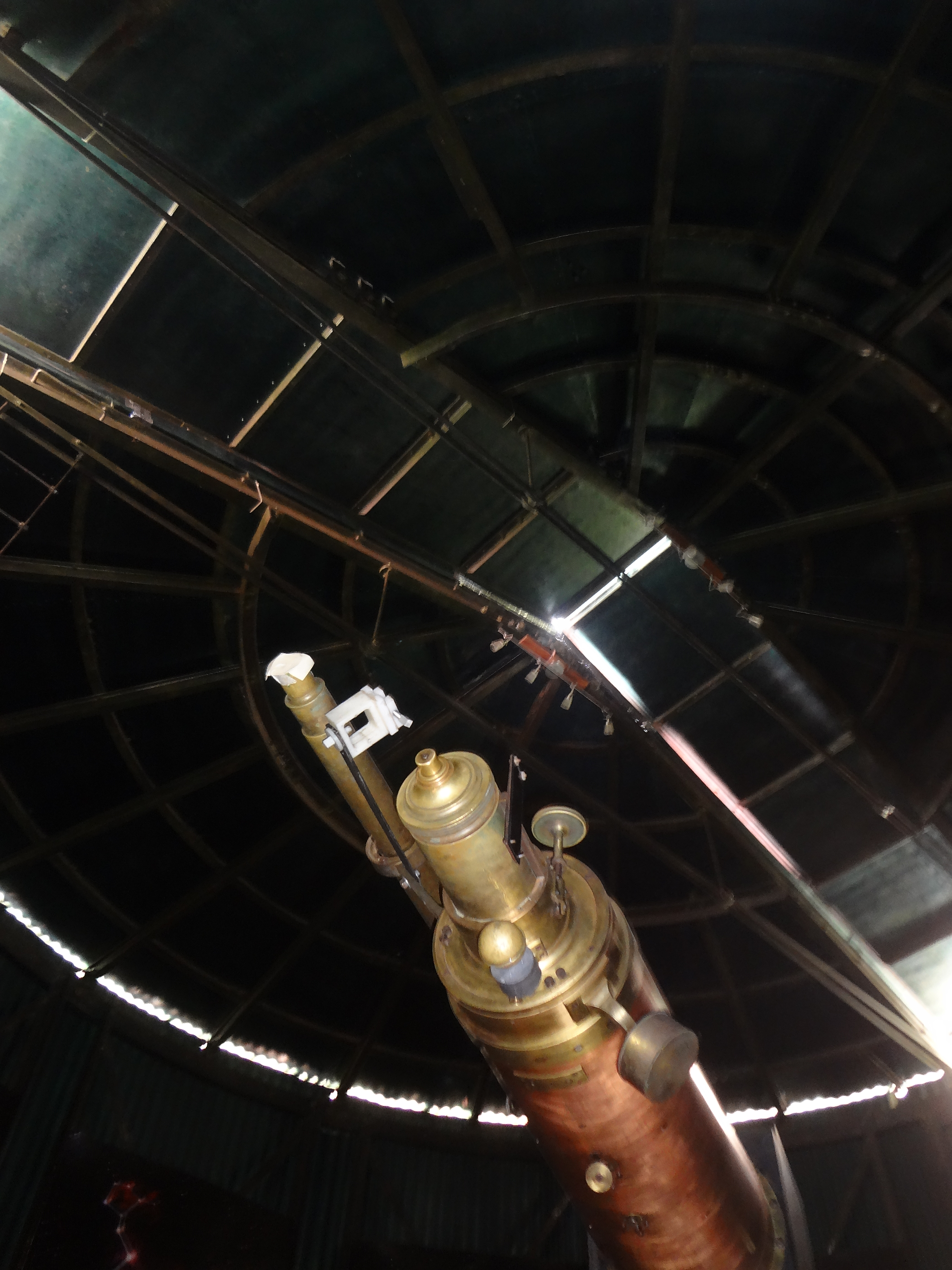
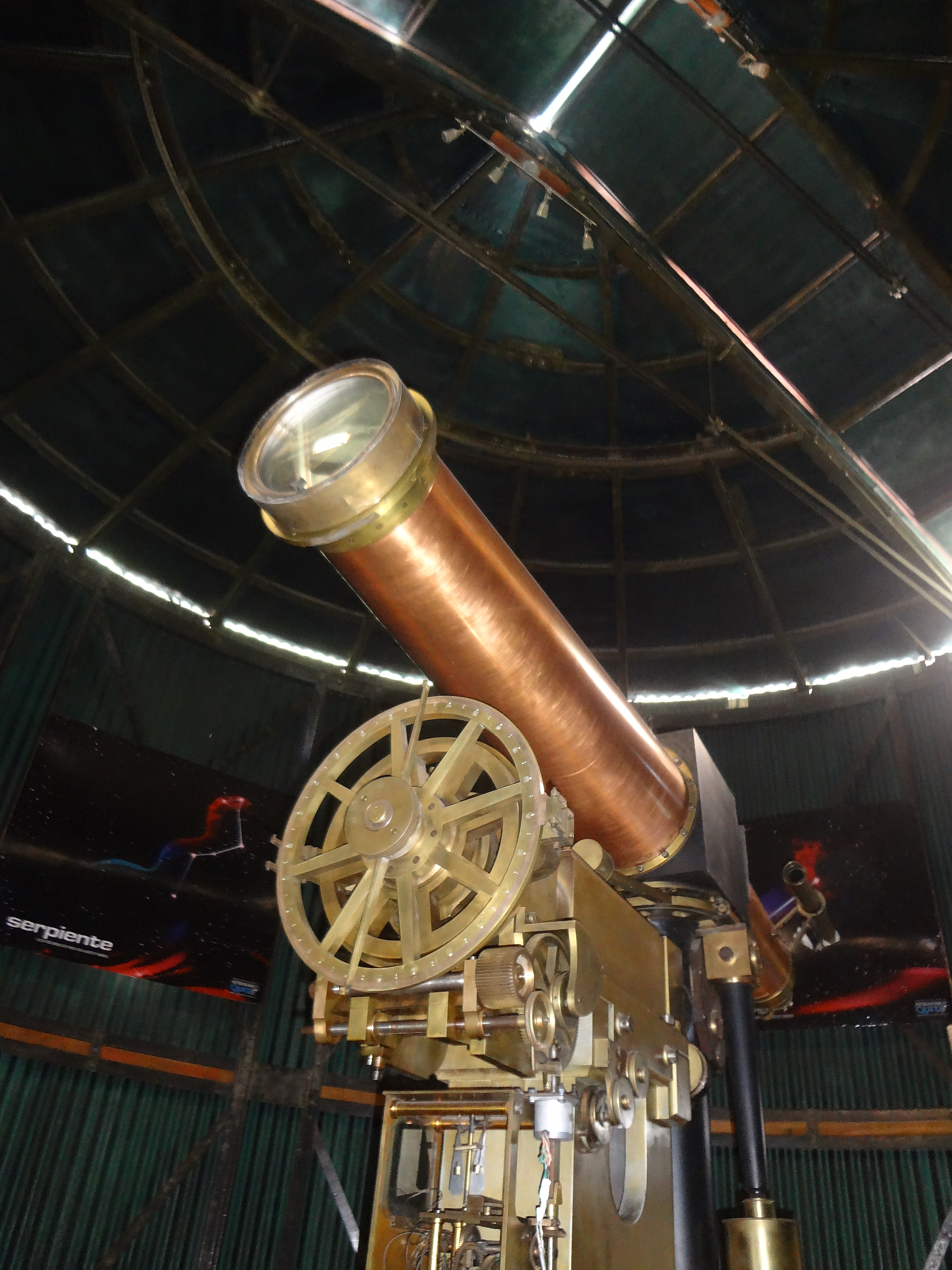
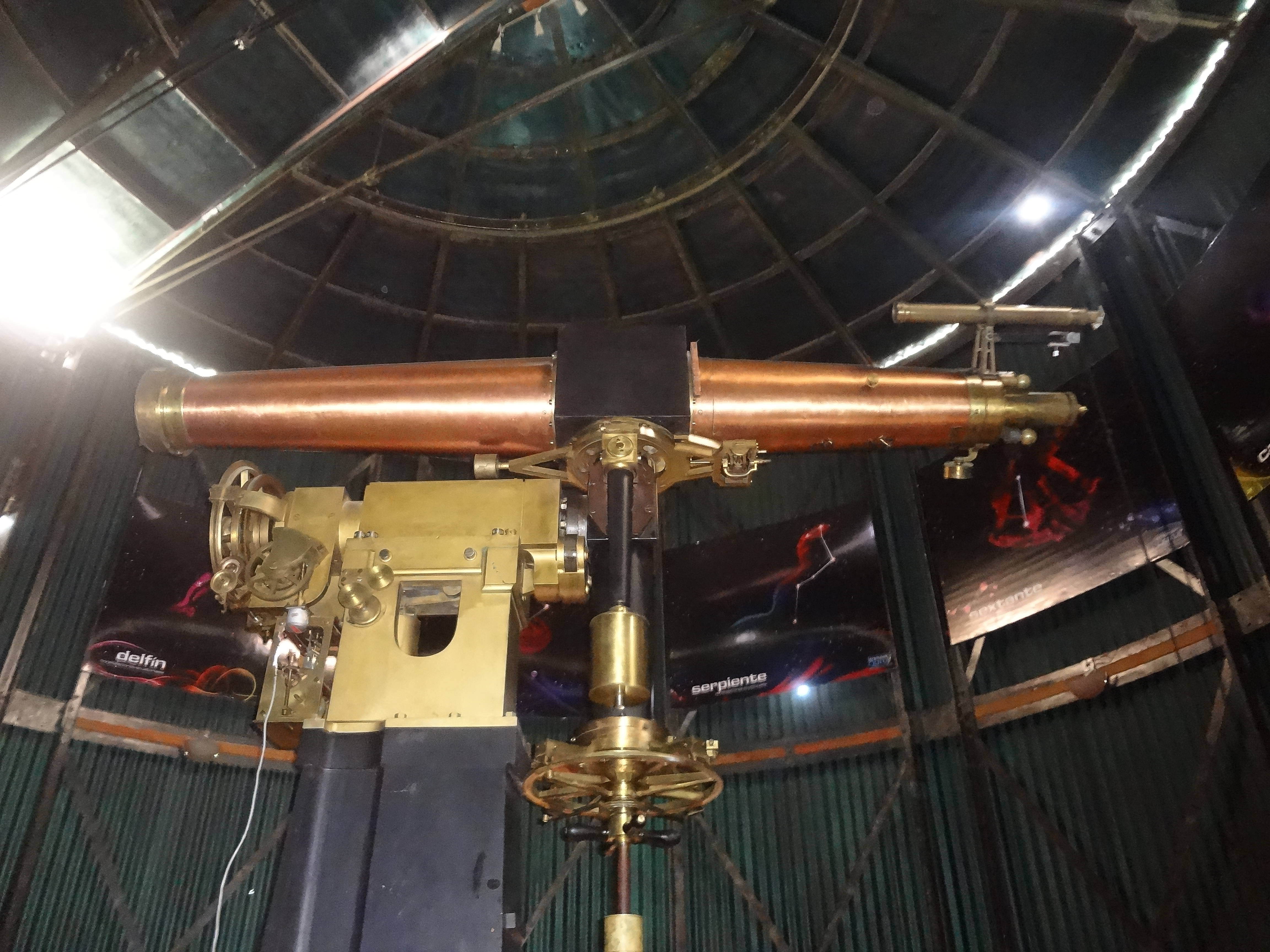